# Metacnephia larunae
Metacnephia larunae är en tvåvingeart som beskrevs av Vorobets 1984. Metacnephia larunae ingår i släktet Metacnephia och familjen knott. Inga underarter finns listade i Catalogue of Life.